# الفكر الاقتصادي القديم
في تاريخ الفكر الاقتصادي، يشير الفكر الاقتصادي القديم إلى أفكار الناس قبل العصور الوسطى.
يُعرّف اقتصاد العصر الكلاسيكي في التحليل الحديث كعامل للأخلاق والسياسات، وأصبح موضوعًا دراسيًا منفصلًا خلال القرن الثامن عشر.

## الشرق الأدنى القديم
كانت الحاجة إلى زراعة المحاصيل بكفاءة في أحواض الأنهار هي الدافع وراء التنظيم الاقتصادي في الحضارات الأولى في منطقة الهلال الخصب. وتُعد وديان الفرات والنيل مواطن لأقدم الأمثلة على القياسات المدونة والتي صيغت بالأساس الستيني والكسور المصرية.

ورد ذكر حراس الصوامع الملكية المصريين، ومُلّاك الأراضي المصريين المتغيبين في رسائل حيكاناخت. يلاحظ مؤرخو هذه الفترة أن الأداة الرئيسية التي تمثل المجتمعات الزراعية، وهي المكاييل المستخدمة لقياس مخزون الحبوب، تعكس معان رمزية وأخلاقية معًا.

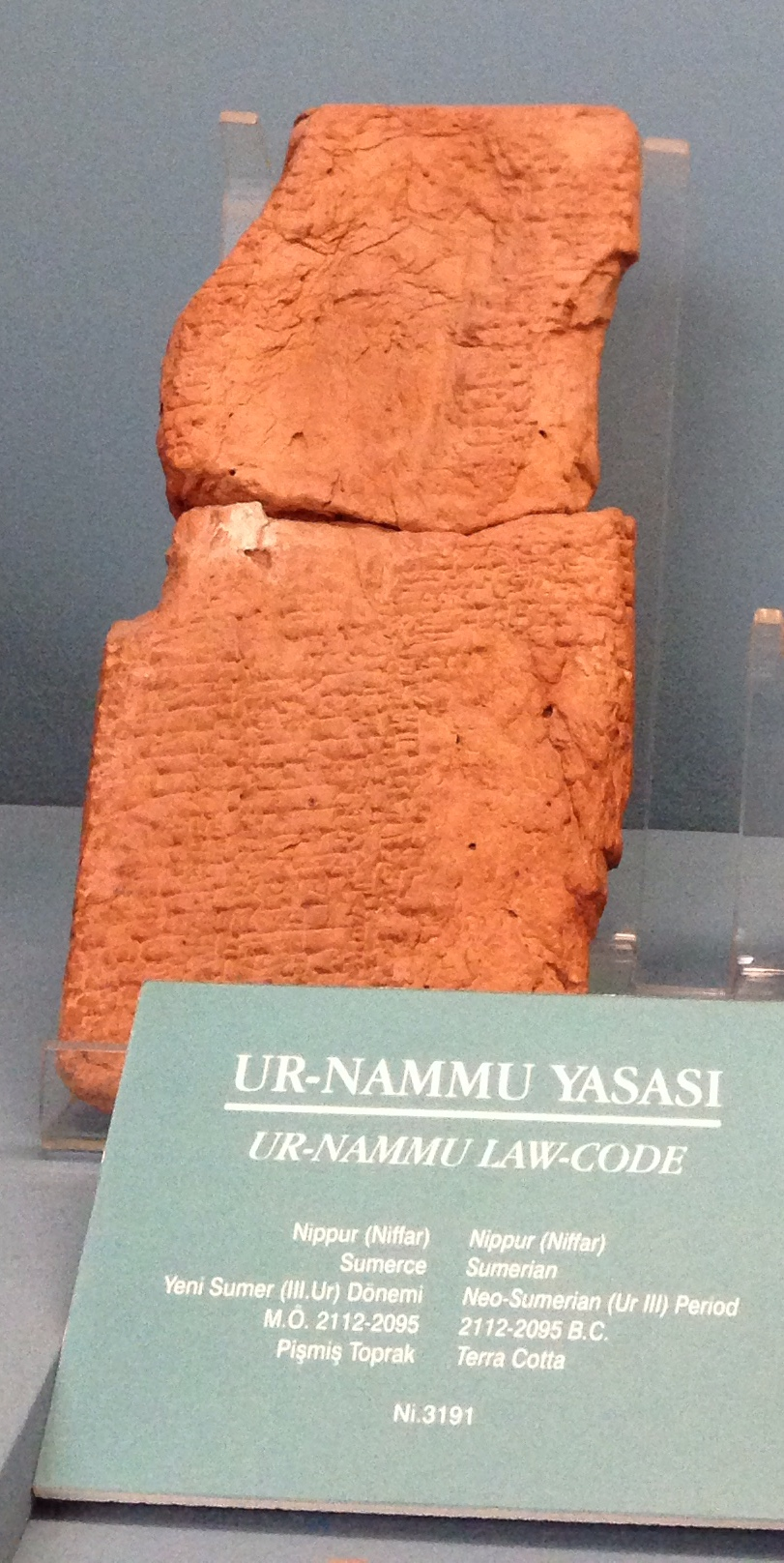
قانون أور نمو، 2100-2050 ق.م.

تعطي ألواح إرلنماير تصورًا عن الإنتاج السومري في وادي الفرات نحو 2200-2100 قبل الميلاد، وتُظهر استيعابًا للعلاقة بين مدخلات الحبوب والعمل (المقدرة «بأيام عمل الإناث») والمخرجات وتؤكد على الكفاءة. قاس المصريون إنتاجية العمل بعدد أيام العمل للشخص الواحد. تطورت الإدارة الاقتصادية المعقدة في وديان الفرات والنيل خلال فترة الإمبراطورية البابلية والإمبراطوريات المصرية بعد انتشار الواحدات التجارية في الأنظمة النقدية عبر الشرق الأدنى. توسع استخدام واحدات الكسر المصري والأساس الستيني وتنوعت في الثقافة اليونانية، والثقافة الإسلامية الأولى، والقرون الوسطى.
بحلول عام 1202، أدى استخدام فيبوناتشي للصفر والأرقام الهندية الإسلامية  إلى تحفيز الأوروبيين على استخدام الصفر كأُس رياضي، ونتج عن ذلك الأرقام العشرية الحديثة بعد 350 عامًا.
طورت ولايات مدينة سومر اقتصادًا سوقيًا وتجاريًا يعتمد في الأساس على الأموال السلعية من الشيكل، والتي كانت مقياسًا لوزن الشعير، في حين طور البابليون لاحقًا النظام الاقتصادي الأول باستخدام مقياس من سلع مختلفة، وأصبح شريعة قانونية. يمكن أن تكون المعايير القانونية الأولى لسومر هي الصيغة الاقتصادية (المكتوبة) الأولى، وما زالت العديد من سماتها قيد الاستخدام في نظام السعر الحالي اليوم، مثل: المبالغ المالية المدونة للصفقات التجارية (أسعار الفائدة)، والغرامات المالية الناتجة عن «الأخطاء»، وقواعد الميراث، والقوانين المتعلقة بكيفية فرض ضريبة على الملكية الخاصة أو تقسيمها، إلخ.
من مجموعات القوانين الأولى (المكتوبة)، التي تسبق عصر حمورابي، والتي يمكن اعتبارها أيضًا قواعد ولوائح تنظيمية كقانون اقتصادي لمدنها، شريعة أور-نامو، ملك أور (نحو 2050 قبل الميلاد)، وقوانين إشنونا (نحو 1930 قبل الميلاد) وشريعة ليبيت عشتار في إيسين (نحو 1870 قبل الميلاد).

## الثقافة اليونانية الرومانية القديمة
يؤكد بعض العلماء أن الفكر الاقتصادي المشابه للمفاهيم الحديثة ظهر خلال القرن الثامن عشر أو عصر التنوير، لأن الفكر الاقتصادي الأول اعتمد على مبادئ الميتافيزيقيا (الماورائيات) التي لا تتناسب مع النظريات الاقتصادية السائدة المعاصرة مثل الاقتصاد الكلاسيكي الجديد.
كان لدى العديد من المفكرين اليونانيين والرومان القدماء ملاحظات اقتصادية مختلفة، وخصوصًا أرسطو وزينوفون. تُظهر العديد من الكتابات اليونانية الأخرى استيعابًا للمفاهيم الاقتصادية المعقدة. على سبيل المثال، تظهر صيغة قانون كريشام في مسرحية الضفادع لأريستوفان، وإلى جانب تطبيق أفلاطون للتطورات الرياضية المعقدة التي تأثرت بالفيثاغوريين، تقديره للنقد الإلزامي (العملة القانونية) في قوانينه (742a-b) والحوار الأفلاطوني الكاذب، إريكزياس. وعالم الرياضيات اليوناني برايسون الهرقلي الذي يحمل الفكر الأفلاطوني الحديث والذي أثر بشكل كبير على علماء الاقتصاد المسلمين الأوائل.
ضمن الثقافة الكلاسيكية وما قبل الكلاسيكية، كانت الخيول والماشية بمثابة مقياس للثروة.

### الشاعر اليوناني هسيودوس
بحسب وجهة نظر كلية الاقتصاد النمساوية، يُعتقد أن أول الاقتصاديين هو هسيودوس، من خلال قصيدته الأعمال والأيام والتي تناول فيها الموضوع الأساسي لندرة الموارد. اقتصرت مساهمته في الفكر الاقتصادي على ممارسة النشاط الاقتصادي في إيداع الحبوب وإقراضها، كما يلاحظ في كتاباته «... المورد الرئيس للحصول على تفاصيل بشأن الزراعة الإغريقية...» ووفقًا للودون عام 1985 قدم هسيودوس «... توجيهات لكامل أعمال الاقتصاد الأسري في البلاد».

### زينوفون

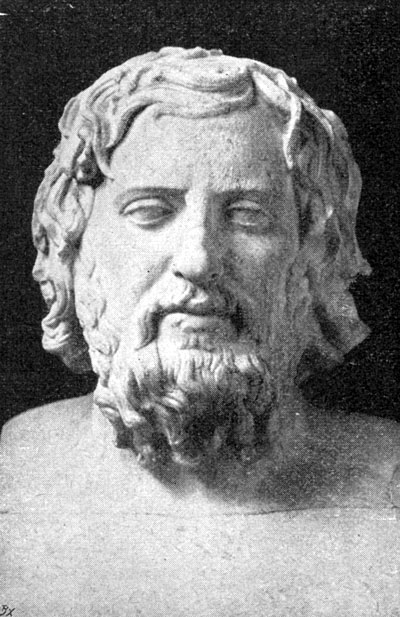
زينوفون

تأثير الفكر البابلي والفارسي على الاقتصاد الإداري اليوناني موجود في أعمال المؤرخ اليوناني زينوفون. ومناقشة المبادئ الاقتصادية موجودة بشكل خاص في كتبه أوكونوميكاس، وسيروبيديا، وهايرو، والطرق والوسائل. يعتبر كتاب هايرو عملًا ثانويًا، إذ يتضمن مناقشة لقادة يشجعون الإنتاج الخاص والتكنولوجيا من خلال وسائل مختلفة تشمل التقدير العام والجوائز. أما الطرق والوسائل فهو عبارة عن أطروحة قصيرة عن التنمية الاقتصادية، أظهرت أهمية الاستفادة من وفورات الحجم والقوانين المدعومة التي تشجع التجار الأجانب. ويناقش كتاب أوكونوميكاس إدارة الأراضي الزراعية. في العمل، تُحلل القيمة الفردية الذاتية للبضائع وتُقارن بالقيمة التبادلية. يستخدم زينوفون الحصان كمثال، الذي قد لا يكون مفيدًا لشخص لا يعرف كيفية التعامل معه، على الرغم من أن له قيمة تبادلية.
على الرغم من أن هذا يوسع فكرة القيمة المبنية على الاستخدام الفردي إلى مفهوم اجتماعي أكثر عمومية للقيمة يظهر خلال التبادل، لاحظ العلماء أنها لا تعتبر نظرية للقيمة السوقية. في كتاب سيروبيديا، قدم زينوفون ما اعتُبر لاحقًا أساسًا لنظرية التبادل العادل في السوق. في إحدى النوادر، يريد سايروس الشاب أن يحكم على عدالة التبادل بين ولد طويل القامة وأخر قصير. يجبر الولد الطويل قرينه على تبادل الستر، لأن سترة الفتى الطويل قصيرة جدًا، أقصر من الأولاد القصيرين، وهي طويلة جدًا بالنسبة للولد القصير. يحكم سايرس بشكل عادل لأن الحكم يناسب الصبيين. لم يكن مستشارو سايروس راضين عن استناد سايروس في الحكم على القيم، إذ يجب أن يكون التبادل العادل طوعيًا.
يناقش زينوفون لاحقًا في السيرة الذاتية مفهوم تقسيم العمل، مشيرًا إلى الطهاة المتخصصين والعاملين في متجر لصناعة لأحذية. لاحظ العلماء أن ملاحظات آدم سميث الأولية حول هذا المفهوم تُقرأ كإعادة صياغة لمناقشات زينوفون حول دور النجار «كخبير بجميع المهن» في المدن الصغيرة وكمتخصص في المدن الكبيرة. تُنسب لماركس في كتاب سيروبيديا فكرة أن تقسيم العمل يرتبط بحجم السوق. ويقدم زينوفون مثالًا عن الفائدة المشتركة من التبادل في قصة عن تنسيق سايروس لتبادل الأراضي الزراعية الفائضة من الأرمن، الذين كانوا رعاة، والفائض في مراعي الكلدانيين، الذين كانوا مزارعين.

### أفلاطون

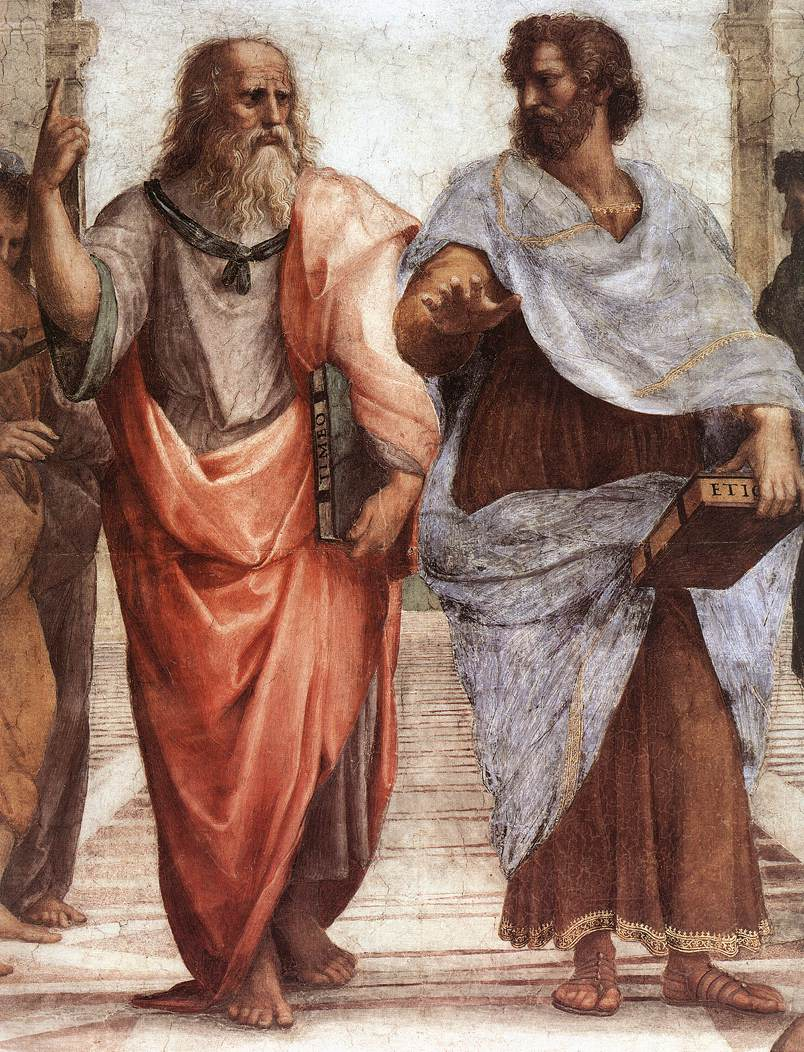
أفلاطون و أرسطو

من بين أعمال أفلاطون التي تعتبر الأكثر أهمية لدراسة الاقتصاد، نوموي، وبوليتيا، وبوليتيكوس (باكهوس). كتب أفلاطون في كتابه القوانين الأمور الثلاثة المهمة للشخص، من بينها العقل الذي صرح أنه الأكثر أهمية، ثم الجسم، وأخيرًا الممتلكات. في كتاب فايدو، كان أفلاطون أول من فرّق بين الأشياء التي يعتقد أنها ضرورية والأشياء التي يعتقد أنها رفاهية (بونار). وروّج أفلاطون لممارسة الاعتدال فيما يتعلق بالسعي وراء الثروة المادية، فبتعزيز الاعتدال، يحافظ الشخص على منزلته الروحية. في كتاب الجمهورية، يقدم أفلاطون تبريرًا للطريقة التي تتكون فيها الدولة من خلال المهارات (الفنية) للأفراد الذين يدعمون الاستدامة الاقتصادية. 
وفيما يتعلق بتحديد المهارة، تتناول كتابات أفلاطون في كتاب الجمهورية أيضًا تخصص المهارات كمفهوم لتقسيم العمل (فاغنر 2007).

### أرسطو
تركزت سياسات أرسطو (نحو 350 قبل الميلاد) بشكل رئيس على تحليل الأشكال المختلفة للدولة (المَلَكية، الأرستقراطية، الحكومة الدستورية، الاستبدادية، الأوليغارشية أو حكومة الأقلية، والديمقراطية) باعتبارها نقدًا لتأييد أفلاطون الفئة الحاكمة من الملوك الفلاسفة. وبالنسبة للاقتصاديين، أعد أفلاطون خطط للمجتمع على أساس الملكية المشتركة للموارد.